# Lucius Valerius Messalla
Lucius Valerius Messalla war ein römischer Politiker und Jurist. Er war im Jahr 214 Konsul.

## Herkunft und familiäres Umfeld
Lucius Valerius Messalla entstammte einer der vornehmsten Patrizierfamilien der römischen Republik, die es, was selten war, geschafft hatte, in der Kaiserzeit nicht nur fortzubestehen, sondern auch noch politische Ämter auszuüben. Die gens Valeria gehörte zu den gentes maiores des Patriziats, zu denen daneben nur vier andere Familien (Aemilia, Claudia, Cornelia, Fabia) gehörten und die allein berechtigt waren, den princeps senatus zu stellen. Innerhalb der gens Valeria gehörte er zum Zweig der Messallae, der von Manius Valerius Maximus Corvinus Messalla, dem Konsul des Jahres 263 v. Chr., begründet worden war.
Sein Vater war mit einiger Wahrscheinlichkeit Lucius Valerius Messalla Thrasea Priscus, der Konsul des Jahres 196 gewesen war und unter Caracalla 211/12 hingerichtet wurde. Über die Lebensdaten (Geburt, Todesdatum, Eheschließung, Nachkommen) ist nichts Näheres bekannt.

## Politische Karriere
Lucius Valerius Messalla war ein hervorragender Jurist, der an der Vereinheitlichung des römischen Rechts unter Kaiser Caracalla mitwirkte. Seine juristischen Edikte waren jedenfalls so bedeutend, dass sie noch zur Zeit des oströmischen Kaisers Justinian gültig waren und in den Codex Justinianus Aufnahme fanden. Im Jahre 214 wurde er mit Gaius Octavius Appius Suetrius Sabinus ordentlicher Konsul. Er blieb offensichtlich das ganze Jahr über im Amt, was für die damalige Zeit durchaus ungewöhnlich war. Dies belegen die Erlassdaten der von ihm herausgegebenen Edikte, die mit dem 4. Januar 214 beginnen und erst am 18. November des Jahres enden. In den Jahren 236 bis 238 war er Prokonsul Asiae.